# Trampot
Trampot település Franciaországban, Vosges megyében. Lakosainak száma 101 fő (2022. január 1.). Trampot Aillianville, Chambroncourt, Morionvilliers, Brechainville és Grand községekkel határos.

## Népesség
A település népessége az elmúlt években az alábbi módon változott:
| Lakosok száma | 97   | 92   | 96   | 92   | 94   | 97   | 99   | 101  | 101  |
|               | 2013 | 2015 | 2016 | 2017 | 2018 | 2019 | 2020 | 2021 | 2022 |